# دانيال إيلسنر
دانيال إيلسنر (بالألمانية: Daniel Elsner) مواليد 4 يناير 1979 في ألمانيا الغربية، هو لاعب كرة مضرب ألماني سابق بدأ مسيرته كمحترف سنة 1997 وكان يلعب باليد اليمنى. أعلى تصنيف له في الفردي كان المركز الـ 92 في سنة 2000. أعلى تصنيف له في الزوجي كان المركز الـ 505 في سنة 2000.

## روابط خارجية
- دانيال إيلسنر على موقع رابطة محترفي التنس (الإنجليزية)
- دانيال إيلسنر على موقع الاتحاد الدولي لكرة المضرب (الإنجليزية)
- دانيال إيلسنر على موقع خلاصة التنس.كوم (الإنجليزية)